# Hans Geissel
Hans Geissel (ur. 13 maja 1950 w Alsfeld, zm. 29 kwietnia 2024) – niemiecki fizyk eksperymentalny zajmujący się badaniem atomowych i jądrowych oddziaływań wysokoenergetycznych ciężkich jonów z materią. Profesor w II Instytucie Fizycznym Uniwersytetu im. Justusa Liebiga (JLU) w Gießen oraz kierownik separatora mas (FRS) w Instytucie Ciężkich Jonów (GSI) w Darmstadt. Szczególny obszar jego zainteresowań stanowi odkrywanie nowych izotopów jąder atomowych i badanie ich właściwości.

## Studia i tytuły
Hans Geissel studiował fizykę na Uniwersytecie im. Justusa Liebiga w Gießen. W 1977 roku uzyskał dyplom magistra fizyki. Jego praca magisterska wykonana pod opieką Gottfrieda Münzenberga była poświęcona konstrukcji detektora czasu przelotu w ramach budowy separatora ciężkich jonów SHIP w nowo założonym Instytucie Ciężkich Jonów (GSI) w Darmstadt.
W 1982 roku obronił doktorat, a jego praca doktorska (promotor: Peter Armbruster) miała charakter eksperymentalny i była poświęcona badaniu hamowania atomów, do uranu włącznie, przy przechodzeniu przez materię w zakresie energii do 10 MeV/u, dostępnych wówczas po raz pierwszy na akceleratorze UNILAC.
W latach 1982–1984 Hans Geissel był stypendystą Atomic Energy of Canada Ltd (AECL) w laboratoriach Chalk River zajmując się fizyką ciała stałego (Solid-State Science) w grupie Williama N. Lennarda.
Po powrocie do GSI zajął się budową separatora mas (FRS) w ramach projektu opracowanego przez Paula Kienle. Habilitował się w 1994 roku na Wydziale Fizyki swojej macierzystej uczelni, a od roku 2000 należy do grupy IONAS.

## Osiągnięcia naukowe
Profesor Geissel jest współodkrywcą 276 nowych izotopów i od roku 2012 zajmuje pierwsze miejsce na świecie. Nowe izotopy ciężkich jąder atomowych, bogatych w neutrony, mają duże znaczenie dla dokładnego zrozumienia syntezy pierwiastków w gwiazdach. Takie zjawiska jak protonowe halo czy dwu-protonowa radioaktywność zostały zaobserwowane po raz pierwszy przy użyciu separatora mas FRS wraz z jego systemom detekcyjnym.
Także dzięki FRS w połączeniu z pierścieniem akumulacyjnym ESR do przechowywania i chłodzenia jonów, po raz pierwszy zmierzono kilkaset nowych mas stanów podstawowych i izomerycznych jąder atomowych. Zbadano także nowy typ rozpadu β minus w atomowych stanach związanych. Jednym z Jego najbardziej wartościowych wyników było odkrycie związanych stanów pionowych w ciężkich atomach cyny i ołowiu. Pionierskie eksperymenty z użyciem FRS-ESR były przez ponad dziesięć lat kierowane przez Hansa Geissela w ramach szerokiej, międzynarodowej współpracy.
Ponieważ FRS jest jednocześnie wysokorozdzielczym spektrometrem magnetycznym, umożliwia badanie nowych właściwości atomowych podczas hamowania relatywistycznych jonów ciężkich. Te badania są kontynuacją Jego pracy doktorskiej w zakresie znacznie wyższych energii. Warto podkreślić, że dokładne dane dotyczące oddziaływań atomowych są również niezbędne m.in. w ciężko-jonowej terapii nowotworów. W latach 90. XX wieku Geissel był zaangażowany w eksperymenty z zastosowaniem emiterów pozytonów w terapii nowotworowej.
Wiele z wymienionych zagadnień z zakresu fizyki atomowej i jądrowej Hans Geissel badał wraz z kolegami z międzynarodowych zespołów badawczych z Chin, Francji, Japonii, Hiszpanii, Kanady, Polski, Słowacji, Rosji i USA.
Jest laureatem przyznanego przez Fundację Nauki Polskiej Stypendium im. Alexandra von Humboldta za rok 2019 przeznaczonego na realizację w Narodowym Centrum Badań Jądrowych projektu pt. Novel Research with Short-lived Nuclei.

## Odznaczenia i nagrody
- 1982: Grant Badawczy Niemieckiego Towarzystwa Fizycznego realizowany w Kanadzie
- 1998: Medal ICRU SUNAMCO
- 2010: Doktorat honorowy Uniwersytetu Technicznego Chalmersa, Göteborg
- 2010: Złoty medal Uniwersytetu Komeńskiego w Bratysławie
- 2010: Golden Membership Award GENCO
- 2011: Distinguished Scientist Award GSI
- 2013: Pierwsze miejsce na świecie w liczbie odkryć nowych izotopów[7]
- 2015: Honorowa profesura im. Helmholtza[11]
- 2020: Stypendium Alexandra von Humboldta Fundacji Nauki Polskiej[10][8]